# Joc de realitate virtuală

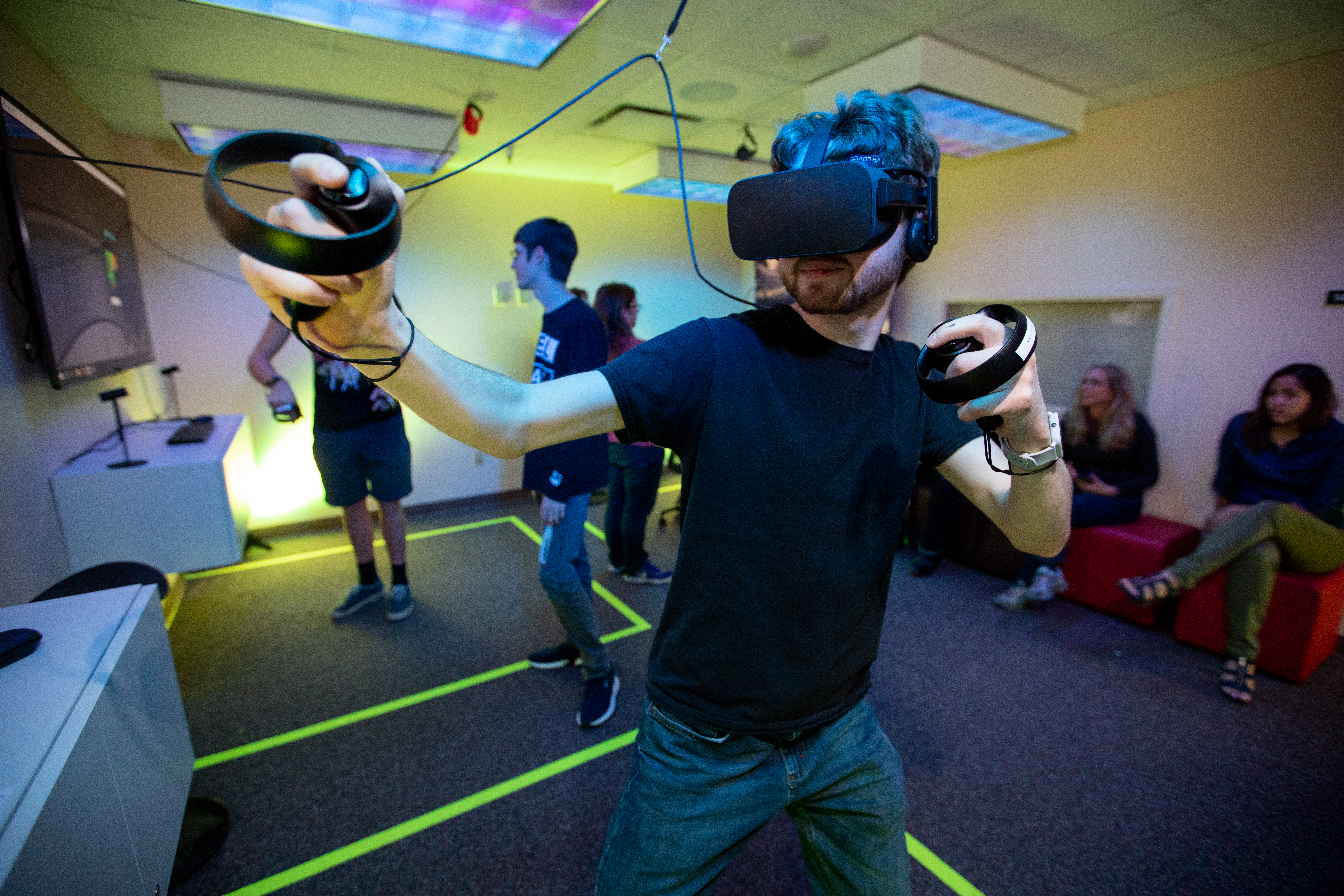
O persoană jucându-se un joc RV

Un joc de realitate virtuală sau joc RV este un joc video jucat pe hardware pentru realitatea virtuală. Majoritatea jocurilor RV sunt bazate pe imersiunea jucătorului printr-o cască de realitate virtuală cu ecrane stereoscopice și unu sau mai multe controlere.